# 莫爾德主教座堂

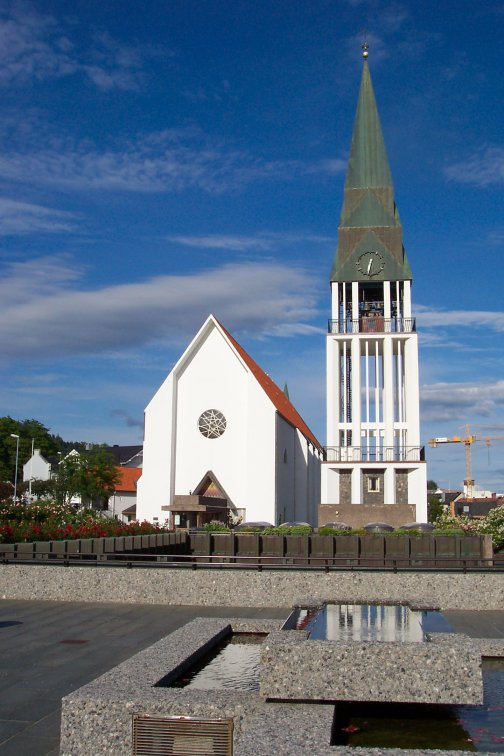

莫爾德大教堂（挪威語：Molde domkyrkje）是位於挪威城市莫爾德的一座挪威教會的大教堂。莫爾德大教堂的設計者是Finn Bryn，竣工於1957年。1983年，莫爾德大教堂自教區教堂升格為大教堂。